# Ryō Kanehama
Ryō Kanehama (jap. 金浜良 Kanehama Ryō; ur. 13 stycznia 1967 w prefekturze Aomori) – japoński zapaśnik w stylu wolnym. Olimpijczyk z Seulu 1988, gdzie zajął ósme miejsce w kategorii 47 kg.
Dwukrotny uczestnik mistrzostw świata; czwarty w 1989. Brąz na mistrzostwach Azji w 1989 i 1991 roku.